# Trou de l'Abîme
Trou de l'Abîme também conhecida como La caverne de l'Abîme e Caverna Couvin é uma caverna cárstica localizada na Valônia, na margem direita do rio Eau Noire, no centro de Couvin, na Bélgica, na província de Namur. Durante várias escavações arqueológicas de depósitos de sedimentos, foram descobertos artefatos Mousterianos e um molar neandertal.

## Arqueologia
As escavações da entrada da caverna foram realizadas pela primeira vez em 1887 e 1902, mas as evidências recuperadas foram perdidas. Há material lítico e paleontológico de uma escavação de 1905, mas como estes foram encontrados em sedimentos retrabalhados de escavações anteriores, o contexto foi perdido.
Os artefatos de 1905 foram associados a uma variedade de culturas pré-históricas, como Solutreana, Mousteriana, Proto-Solutreana e uma cultura de transição entre o Paleolítico Médio e Superior. A partir de 2016, o conjunto das escavações de 1905 e das escavações de 1980 é considerado Mousteriano.